# Buried Alive (película)
Buried Alive es una película de terror de 2007, protagonizada por Terence Jay, Leah Rachel, y Tobin Bell. Fue un lanzamiento directamente a DVD distribuido por Dimension Extreme.

## Trama
La película comienza con Rene (Leah Rachel) teniendo una conversación en el baño con su primo, Zane (Terence Jay). De repente, él la empuja bajo el agua y ella empieza a ahogarse. Mientras lo mira a la cara desde debajo del agua, ella ve el rostro de una anciana por encima de ella. Es entonces que se despierta y nos encontramos con que se ha quedado dormida y comenzó a ahogarse. Su novio Danny (Steve Sandvoss) la despierta, y los dos hacen a cabo.
La escena cambia a Zane, que ha contado con la ayuda de Phil dorky empollón (Germaine De Leon) para investigar su historia familiar. Zane decide visitar a su casa de la familia, con lo que Phil, Rene, Danny, y sus dos promesas de hermandad, Julie "Cow" (Lindsey Scott) y Laura "Perro" (Erin Michelle Lokitz). Las dos promesas se han visto obligados a vestirse como los animales (vacas y perros, respectivamente) y están siendo llevados a la casa de la familia de Zane como una iniciación. En el camino a la cabina, Zane ve constantemente a una anciana en el lado de la carretera, que culminó con su aparición en el medio de la carretera, lo que le hace casi accidente. Él decide que es una alucinación, y continúa a la tierra de su familia.
Lester (Tobin Bell), el cuidador de la casa, ha estado viviendo en un remolque en la tierra, y la búsqueda de oro. Parece que ha encontrado algunos, pero no le digas a nadie cuando llegan. Los estudiantes universitarios de maravilla en sus rarezas de peluche, ya que se ha convertido en un taxidermista aficionado. , Advierte el grupo de no entrar en el subcellar, o salir por la noche. Zane no toma en serio sus advertencias y continúan en la casa.
Acomodarse, René esclaviza a Julie y Laura y Phil fuerzas para decirle cómo se sabe mucho sobre la historia de René y Zane de la familia. Phil sale a la calle para obtener una señal en su teléfono móvil, pero está dividida en dos por el fantasma con un hacha.
Pensando Phil está sentado en el coche hablando por su teléfono, los cinco restantes adolescentes deciden aprender más sobre la historia de la familia. Después de eso, René decide divertirse un poco con Julie y Laura poniéndolos una tarea, sino que debe ejecutar a la caravana de Lester y traer de vuelta a uno de sus animales de peluche como prueba de que estaban allí. Se debe usar una prenda de vestir y no puede ser un abrigo. Julie decide usar sus pantalones y Laura decide usar sus botas, y aunque Laura lleva a cabo la tarea, Julie no se hace porque los esguinces de tobillo. René dice que se le dio una vez la tarea, pero tenía que ir a tres cuadras, hasta la fila fraternidad, y que ella optó por usar una máscara de esquí.
Rene decide dar Julie una tarea más, y eso es para quitarse la ropa, a excepción de su ropa interior, y la venda de los ojos de ella. René lleva cinturón de Zane y lo utiliza en Julie como una prueba de confianza. Poco después, René y Laura salen Julie y dejar a su pie. Danny decide ir a buscar Phil, pero descubre que él está muerto antes de que llegue su cara cortada. Cuando las luces se apagan, Zane sale a ver la máquina para encontrar que todavía funciona con normalidad, pero el cable fue cortado. Zane encuentra el cuerpo sin rostro de Danny, al igual que René y Laura. Guion Zane, René y Laura dentro de la casa, pensando que está detrás del asesinato de Lester de Danny, pero se encuentran con Lester muerto también.
Ellos tratan de escapar con su coche, pero su saboteado. Se agarran las llaves de Lester y los guiones de Laura a la caravana de Lester para obtener su camión. Mientras Zane y René se encuentran todavía en la casa, Zane se queda encerrado en otra habitación y René queda inconsciente con el espíritu rascarse las palabras "pecados del padre" en la espalda. Zane finalmente rompe y mata a la mujer, pero cuando se barricadas en una habitación, la mujer aparece y golpea inconsciente Zane.
Laura regresa con camión de Lester y la mujer está a punto de masacre Laura, pero desaparece después de ver un tatuaje que es similar a la de Rene collar tenido a lo largo de la película. Laura se escapa y René y Zane se despiertan para encontrarse en algún tipo de caja. La anciana rápidamente coge el collar y el anillo de oro gotas tomadas por el cuidador en el principio de la película. René y gritar Zane en el miedo como la anciana entierra vivos.

## Elenco
- Tobin Bell como Lester.
- Leah Rachel como Rene.
- Terence Jay como Zane.
- Erin Michelle Lokitz como Laura.
- Lindsey Scott como Julie.
- Steve Sandvoss como Danny.
- Germaine De Leon como Phil.

## Recepción
Mientras que Rotten Tomatoes aprueba a Buried Alive, la película ha recibido un número de críticas negativas. David Nusair de Film Reels Reviews dijo que, "aparte de la elección efectiva de Tobin Bell de Saw como el viejo excéntrico, Buried Alive brilla por su ausencia en elementos abiertamente positivos."